# Herrschaft Brandenburg
Die Herrschaft Brandenburg war eine reichsritterschaftliche Herrschaft mit dem Marktflecken Dietenheim, dem Dorf Regglisweiler und den Kreuthöfen. Die Herrschaft mit Sitz auf Burg Brandenburg zählte zum Kanton Donau des Ritterkreises Schwaben.

## Geschichte
Nach dem Aussterben einer Nebenlinie der Grafen von Kirchberg Anfang des 14. Jahrhunderts kam die Burg mit Regglisweiler an die Habsburger. Friedrich der Schöne verpfändete die Herrschaft Brandenburg 1313 an die Herren von Ellerbach, die sie 1446 mit Zubehör der Ulmer Familie Kraft als sogenanntes „Schwabenlehen“ verkauften. 
Die Kraft und Ehinger verkauften 1481 das gesamte Lehen an die Herren von Rechberg. Nach deren Aussterben wurden 1539 die Fugger damit belehnt. Seit dem frühen 18. Jahrhundert nannte sich eine 1820 erloschene Linie der Fugger von Dietenheim-Brandenburg. 
Das Schloss steht an der Stelle der im Städtekrieg (1387–1389) von den Ulmern zerstörten Burg, von der ein Halsgraben erhalten ist.
Die Herrschaft kam 1805 an Bayern und durch den Grenzvertrag zwischen Bayern und Württemberg 1810 an das Königreich Württemberg.